# Estació de La Encina
L'estació de La Encina és una estació de ferrocarril situada a la frontera entre el País Valencià i Castella - la Manxa. Sosté una petita població depenent de Villena, anomenada la Encina.
L'empresa pública propietària de la infraestructura ferroviària a Espanya Adif manté oberta l'estació de passatgers, en la que paren pocs trens de mitjana distància gestionats per Renfe Operadora. Es projecta per esta localitat la construcció i pas dels trens d'alta velocitat (TAV) entre Madrid i el País Valencià i Múrcia per a l'any 2011.

## Línia
- Línia 300 (es) (Madrid - La Encina - València)
- Línia 330 (es) (La Encina - Alicante)

## Serveis Ferroviaris
| Procedència/Destinació     | <      | Línia | >       | Procedència/Destinació |
| -------------------------- | ------ | ----- | ------- | ---------------------- |
| Mitjana Distància de Renfe |        |       |         |                        |
| València-Nord              | Xàtiva | L-3   | Almansa | Albacete Ciudad Real   |

## Altres tranports
Hi ha un microbús que realitza diversos serveis al dia, tant al matí com a la vesprada, entre La Encina i Villena. Es pot accedir a La Encina amb vehicle privat des de l'Autovia A-31 i des d'un camí asfaltat en la localitat veïna de Cabdet.